# Civiasco
Civiasco (piemontesisch Civiasch) ist eine Gemeinde in der italienischen Provinz Vercelli (VC), Region Piemont.

## Lage und Einwohner
Civiasco liegt 75 km nördlich der Provinzhauptstadt Vercelli im Sesiatal.
Nachbargemeinden sind Arola, Cesara, Madonna del Sasso und Varallo Sesia. Das Gemeindegebiet umfasst eine Fläche von 7 km² und hat 223 Einwohner (Stand 31. Dezember 2023). Bekannt ist die Gemeinde auch für ihre Trachten.

### Bevölkerungsentwicklung

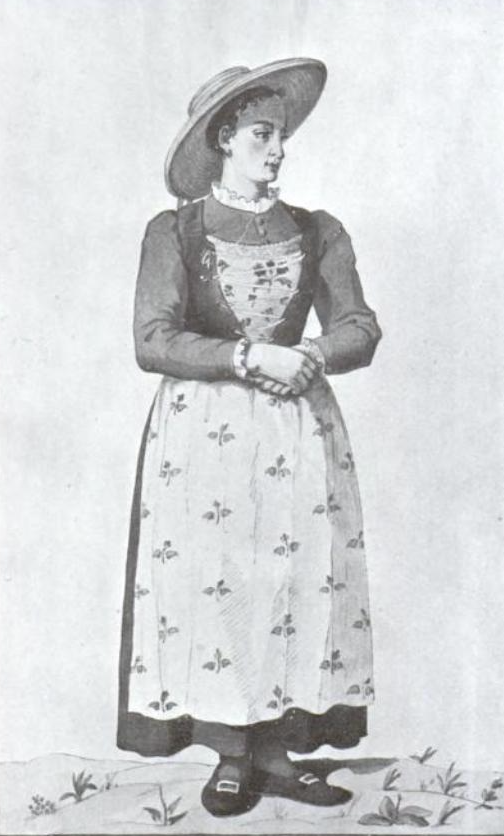
Tracht aus Civasco

## Persönlichkeit
- Emma Martina Luigia Morano-Martinuzzi, (1899–2017), Supercentenarian, letzte lebende Person, die vor dem Jahre 1900 geboren wurde.